# Pseudochirulus herbertensis
Pseudochirulus herbertensis es una especie de marsupial, perteneciente a la familia Pseudocheiridae.

## Distribución geográfica
Esta especie es originaria de Australia y se la ubica en la zona de las selvas tropicales al norte de Queensland.

## Hábitat
Viven en las selvas densas de una elevación de 350 m s. n. m., son arbóreos, rara vez descienden al suelo.

## Características
Se reconocen fácilmente por su cuerpo negro con manchas blancas en el pecho, el vientre y los antebrazos superiores. Los ejemplares de machos jóvenes, suelen tener color blanco en su pelaje cercano a su aparato reproductor, los adultos tienen el pelaje negruzco en esa zona de su cuerpo, los más juveniles son de color beige pálido con rayas longitudinales en la cabeza y espalda superior.
Otras características diferenciadoras de su físico, incluyen una "nariz romana", acompañada por el brillo de los ojos de color rosado-naranja.
La longitud es de 630 mm en las hembras y de 870 mm en el macho, su peso se encuentra entre los 800 y 1.500 g. Sus colas prensiles variar en una longitud de entre los 290 a 470 mm, las mismas se estrechan en un extremo puntiagudo. 
Su alimentación está basada principalmente en la ingesta de hojas de Alphitonia petriei, en segundo término ingiere Elaeocarpus ruminatus, Polyscias murrayi, Syzygium cormiflorum, Syzygium alliiligneum, Acmena resa, Eucalyptus acmenoides, Eucalyptus torelliana, y una vid Melodinus bacellianus.
Está amenazada por serpientes de alfombras Morelia carinatus y por los búhos Ninox Strema y Ninox rufa.